# 新町川を守る会

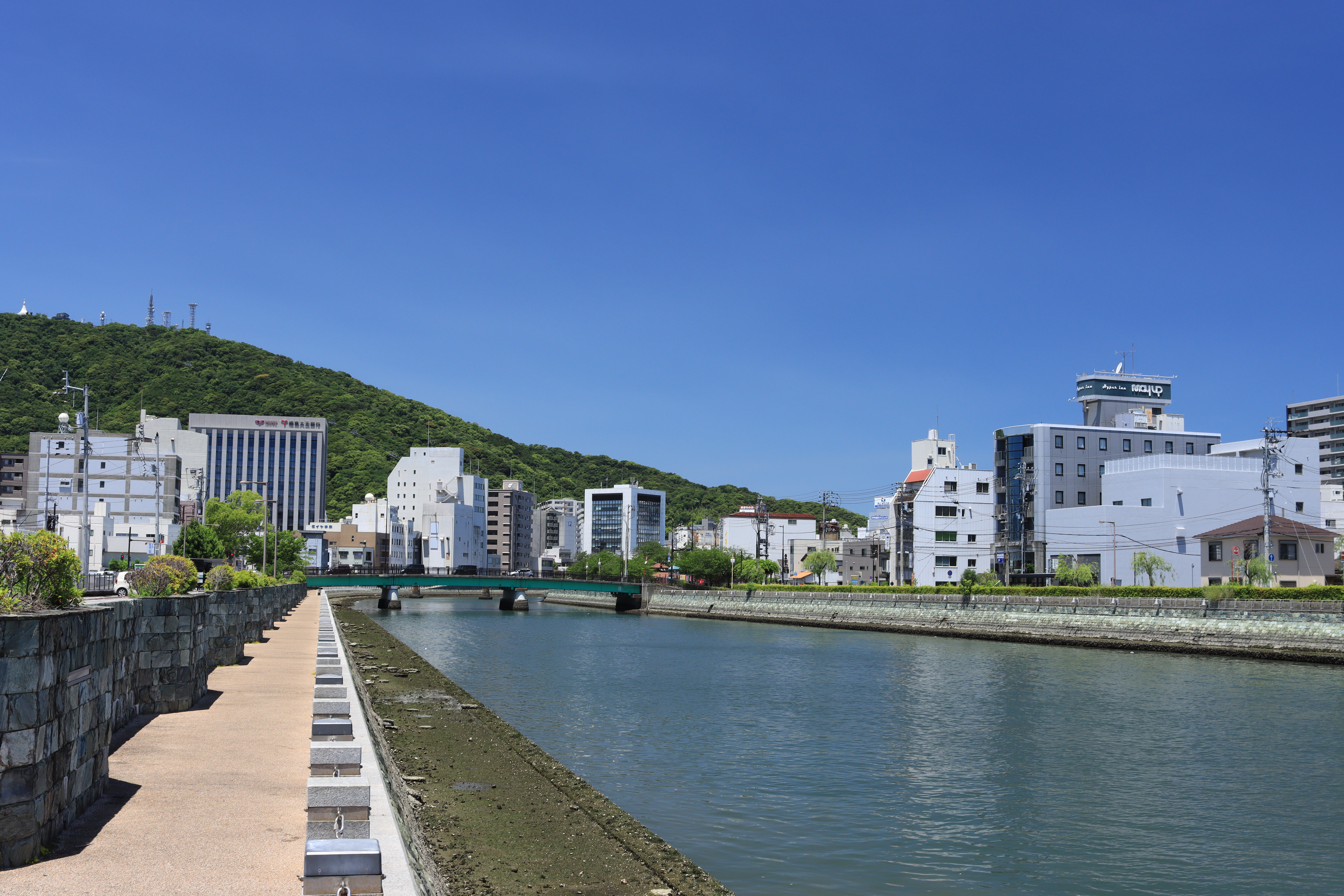
新町川

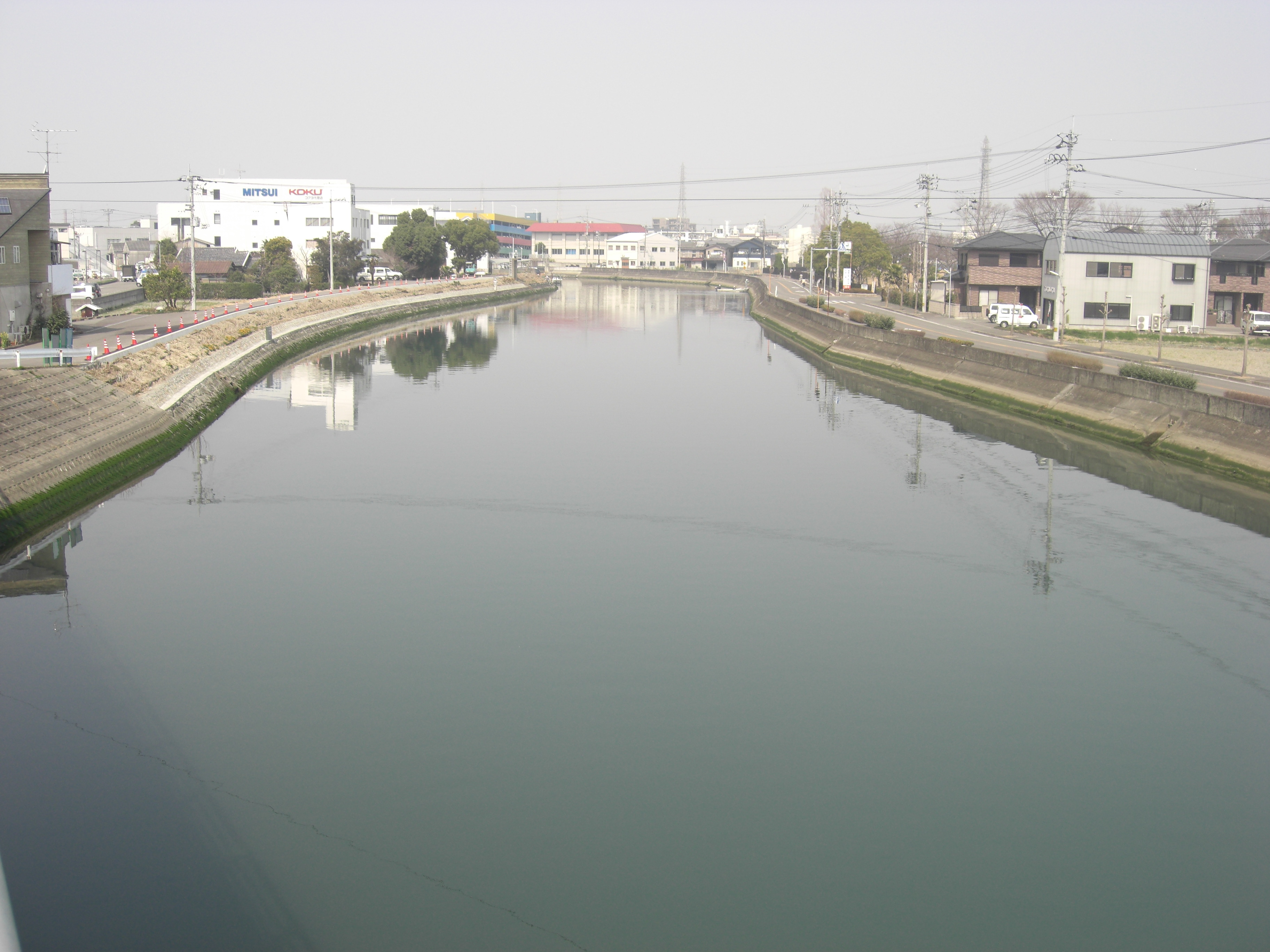
田宮川

新町川を守る会（しんまちがわをまもるかい）は、徳島県徳島市寺島本町東に本部を置く新町川及び田宮川の清掃などを目的とした非営利組織（NPO）。

## 概要
新町川を守る会は、1990年3月に徳島市内の河川を美しくしたいという有志が集まって中村英雄理事長を中心に発足。清掃活動のほか、ひょうたん島一周遊覧船の運航など、市街地の活性化に尽力している。
2018年5月25日、徳島県は同NPO法人に対し、認定NPO法人の認定書を交付した。

## 主な活動
クリーンアップ活動
清掃作業船で新町川のゴミ等を収集する。
リバークルージング活動
ひょうたん島を一周する無料の遊覧船「ひょうたん島一周遊覧船」の運営。
リバーサイド修景活動
田宮川堤防、藍場浜公園の緑化活動。
イベント活動
新町川に関わるイベント等の手伝い。
吉野川フェスティバルは吉野川河川敷の特設会場で行われる本会最大のイベントとして認知され、大勢の人であふれるイベントに成長している。
毎月最終金曜日の夕方から周遊船乗り場で、ライブコンサート等があり会員と一般の人の交流がある参加費を払っての参加。